# Geschubde monarch
De geschubde monarch (Symposiachrus vidua; synoniem: Monarcha viduus) is een  zangvogel uit de familie Monarchidae (monarchen).

## Verspreiding en leefgebied
Deze soort is endemisch op de Salomonseilanden en telt twee ondersoorten:
- S. v. squamulatus: Uki Ni Masi.
- S. v. vidua: Makira.

## Status
De grootte van de populatie is niet gekwantificeerd maar de soort wordt omschreven als vrij algemeen. Het verspreidingsgebied is echter klein en de aantallen gaan achteruit door ontbossing. Op de Rode lijst van de IUCN heeft deze soort daarom de status gevoelig.